# Wodospad Havasu

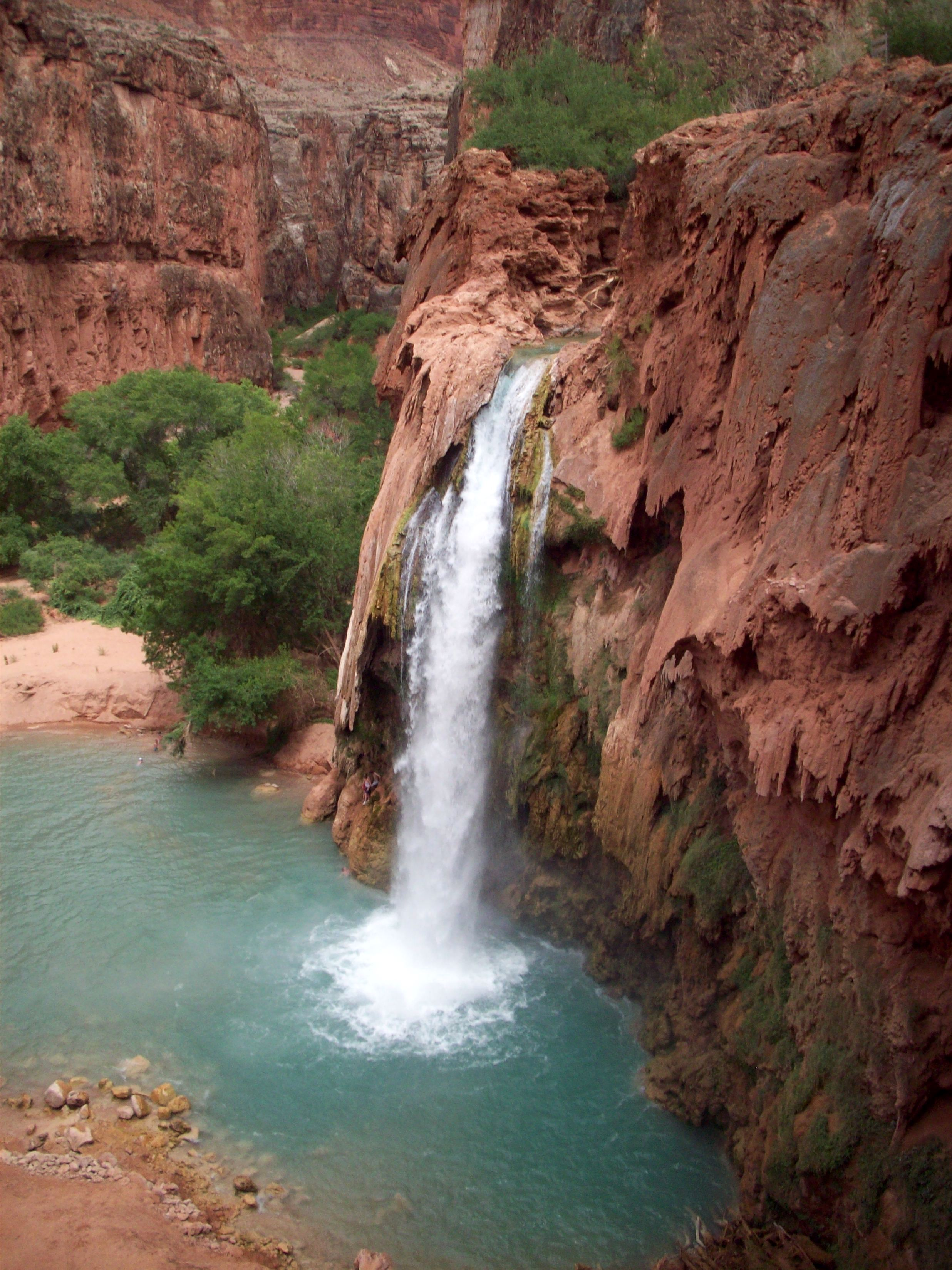
Havasu Falls w 2008 roku.

Wodospad Havasu (ang. Havasu Falls) – wodospad rzeki Havasu Creek, położony w obszarze Wielkiego Kanionu Kolorado, w Arizonie. Znajduje się na terenie plemiennym Hawasupajów. Wodospad ma wysokość 30 m i przyciąga około 20 tys. odwiedzających każdego roku.
Dzięki substancjom, takim jak węglan wapnia i magnez występującym naturalnie w wodach zasilających wodospad, woda przez cały rok ma turkusowy kolor na tle pomarańczowego kanionu. 